# Chris Baird
Christopher Patrick Baird (Rasharkin, Irlanda del Norte, 25 de febrero de 1982) es un exfutbolista norirlandés que jugaba de defensa.
Sin equipo tras abandonar el Derby County al término de la temporada 2017-18, el 7 de febrero de 2019 anunció su retirada como futbolista profesional.

## Selección nacional
Fue internacional con la selección de fútbol de Irlanda del Norte, jugando 79 partidos internacionales.

## Clubes
| Club                 | País       | Año       |
| -------------------- | ---------- | --------- |
| Southampton          | Inglaterra | 2001-2007 |
| Walsall (cedido)     | Inglaterra | 2003      |
| Watford (cedido)     | Inglaterra | 2004      |
| Fulham               | Inglaterra | 2007-2013 |
| Reading              | Inglaterra | 2013-2014 |
| Burnley              | Inglaterra | 2014      |
| West Bromwich Albion | Inglaterra | 2014-2015 |
| Derby County         | Inglaterra | 2015-2018 |
| Fulham (cedido)      | Inglaterra | 2016      |